# Dynamic Noise Limiter
DNL (Dynamic Noise Limiter) ist ein in den 1970ern von Philips eingeführtes Rauschunterdrückungssystem für Audio-Aufzeichnungen, das anders als das bekannte Dolby-Verfahren auch bei nicht speziell codierten Aufnahmen den Rauscheindruck allein bei der Wiedergabe verringert. Zum Erreichen dieses Effektes werden in Abhängigkeit von der Audiosignalstärke die hohen Frequenzen des Signals bedämpft – je leiser das Signal, desto höher ist die Dämpfung hoher Frequenzen. Diese Vorgehensweise führt dazu, dass nur in leisen Passagen das Rauschen gedämpft wird, da es in lauten Passagen weitgehend vom Nutzsignal maskiert wird.
Das DNL-Verfahren findet sich z. B. in der 8000er-Kassettenrekorderserie von BASF, die in den 1970er Jahren verkauft wurden. National Semiconductor hat das Verfahren weiterentwickelt und bietet es in Form des ICs LM1894 an.